# Festival du cinéma méditerranéen de Montpellier 2016
Le Festival du cinéma méditerranéen de Montpellier 2016, 38e édition du festival, se déroule du 21 au 29 octobre 2016.

## Déroulement et faits marquants
La 38e édition du festival propose des hommages à Sergi López, Arnaud et Jean-Marie Larrieu, Valeria Bruni Tedeschi et Mauro Bolognini.
Pour cette édition, l'ancienne ministre de la culture Aurélie Filippetti devient co-directrice du festival avec Christophe Leparc qui était directeur artistique. Ils remplacent Henri Talvat qui devient président honoraire.
Le 29 octobre 2016, le palmarès est dévoilé : le film Vivre et autres fictions de Jo Sol remporte l'Antigone d'or, le film Personnal Affairs de Maha Haj celui de la critique et le film Timgad de Fabrice Benchaouche remporte le prix du public.

## Jury

### Longs métrages
Longs métrages 
- Laetitia Casta (présidente du jury)[4],[5], actrice, mannequin et réalisatrice
- Loubna Abidar, comédienne
- Maud Ameline, scénariste
- Farid Bentoumi, réalisateur
- Yann Gonzalez, scénariste, réalisateur

Jury Étudiant de la Première Œuvre : Charlotte Argée, Yann Khalfaoui, Lola Longarini, Anna Prat, Wiheb Riahi, Louis Thines

## Sélection

### En compétition
- L'étoile d'Alger de Rachid Benjhad  Algérie
- Vivre et autres fictions de Jo Sol  Espagne
- Suntan de Argyris Papamiditropoulos  Grèce
- Personal Affairs de Maha Haj  Israël
- Tempête de sable de Elite Zexer  Israël
- Fiore de Claudio Giovannesi  Italie
- Nightlife de Damjan Kozole
- Demain dès l'aube de Lotfi Achour  Tunisie  France
- Apprenti de Emre Konuk  Turquie

### Panorama
- Julie de Alba González de Molina  Espagne
- La puerta abierta de Marina Seresesky  Espagne
- Massilia Sound System le Film de Christian Philibert  France
- Bravo virtuose de Lévon Minasian  France  Arménie
- Timgad de Fabrice Benchaouche  Belgique  France
- Tombé du ciel de Wissam Charaf  France  Liban
- Au-delà du résultat de Emanuele Gaetano Forte  Italie
- Tramontane de Vatche Boulghourjian

### Film d'ouverture
- Tour de France de Rachid Djaïdani

### Film de clôture
- En moi de Laetitia Casta (court-métrage)
- Affreux, sales et méchants d'Ettore Scola

### La nuit en enfer
- Der samurai de Till Kleinert
- La Chambre de l'enfant de Álex de la Iglesia
- Prince des ténèbres de John Carpenter
- Grave de Julia Ducournau
- La planète des vampires de Mario Bava

## Palmarès
Palmarès de la 38e édition.
- Longs-métrages :

| Prix                                                  | Décerné à                                                                 | Pays               |
| ----------------------------------------------------- | ------------------------------------------------------------------------- | ------------------ |
| Antigone d'or                                         | Vivre et autres fictions de Jo Sol                                        | - Espagne          |
| Prix de la critique BNP Paribas                       | Personal Affairs de Maha Haj                                              | - Israël           |
| Prix du public Midi Libre                             | Timgad de Fabrice Benchaouche                                             | - France, Belgique |
| Prix Nova                                             | Vivre et autres fictions de Jo Sol                                        | - Espagne          |
| Prix étudiant de la première œuvre                    | Au-delà du résultat d'Emanuele Gaetano Forte                              | - Italie           |
| Prix jeune public des activités sociales de l’énergie | L'Étoile d'Alger de Rachid Benhadj                                        | - Algérie          |
| Prix Jam de la meilleure musique                      | Niño del Elche pour la musique du film Vivre et autres fictions de Jo Sol | - Espagne          |

- Courts-métrages :

| Prix                                                           | Décerné à                                                                                                   | Pays                          |
| -------------------------------------------------------------- | --- | ----------------------------- |
| Prix Canal +                                                   | - Écrit/Non écrit d’Adrian Silisteanu                                                                       | - Roumanie                    |
|                                                                | - L'Échappée d’Hamid Saïdji, Jonathan Mason                                                                 | - Algérie, France, États-Unis |
| Grand prix du court métrage Montpellier Méditerranée Métropole | Écrit/Non écrit d’Adrian Silisteanu (Mention à Un été chaud et sec de Sherif El Bendary, Égypte/ Allemagne) | - Roumanie                    |
| Prix du public Midi Libre-Titra Film                           | Timecode de Juanjo Giménez                                                                                  | - Espagne                     |
| Prix jeune public Ville de Montpellier                         | Bêlons d'El Mehdi Azzam                                                                                     | - Maroc, France               |
| Prix jeune public Ville de Montpellier                         | Bêlons d'El Mehdi Azzam (Mention à Écrit/Non écrit d’Adrian Silisteanu, Roumanie)                           | - Maroc, France               |

- Documentaires :

| Prix                                                | Décerné à                                                                                              | Pays      |
| --------------------------------------------------- | --- | --------- |
| Prix Ulysse CCAS-Montpellier Méditerranée Métropole | Zaineb n'aime pas la neige de Kaouther Ben Hania (Mention à Samir dans la poussière de Mohamed Ouzine) | - Tunisie |